# UOB Plaza One
UOB Plaza One (tiếng Trung: 大华银行大厦 - Đại Hoa Ngân hàng Đại Hạ) là một trong 3 tòa nhà chọc trời cao nhất của Singapore cùng với OUB Centre và Republic Plaza, cả ba đều có độ cao 280 m. UOB Plaza One được hoàn thành năm 1992 với 66 tầng, đây là trụ sở của United Overseas Bank và nhiều tập đoàn tài chính quan trọng khác như UBS. Ở tầng ngầm của tòa nhà này có một nhà thờ Hồi giáo, đây là nhà thờ Hồi giáo đầu tiên của khu quảng trường Raffles và cũng là nhà thờ độc nhất nằm ngầm dưới đất. Vì lý do này mà việc xây dựng nhà thờ đã gặp nhiều phản đối do vài người theo đạo Hồi cho rằng việc xây dựng nhà thờ của họ dưới lòng đất là không tốt.